# عشرب شجيري
عشرب شجيري (الاسم العلمي:Exacum fruticosum) هو نوع من النباتات يتبع جنس العشرب من الفصيلة الجنطيانية.